# Благотворительный бал (фильм)
«Благотвори́тельный бал» — художественный телефильм по мотивам повести Эфраима Севелы «Загадочная славянская душа». Последняя роль в кино Леонида Филатова.

## Сюжет
Главный герой фильма — Виктор Бершадский, советский режиссёр, эмигрировавший в США. Судьба и карьера не сложились у него ни в России, ни за рубежом. Раньше он был известен, а сейчас о нём никто не помнит, он уже десять лет не ставил фильмов и скорее всего никогда больше не получит заказа на постановку.
Но судьба улыбается и ему, правда, всего на один день. В Нью-Йорке меценатами в отеле «Хилтон» устроен благотворительный вечер, посвящённый эмигрантам из России. Виктор Бершадский становится звездой этого вечера, в шикарном смокинге он в центре внимания. Но всё это только на один вечер, утром эта сказка закончится.

## В ролях
- Леонид Филатов — Виктор Бершадский
- Кристина Орбакайте — Ширли
- Эфраим Севела — устроитель бала
- Олег Шкловский — Сэм Блументал, устроитель бала
- Галина Петрова — устроительница бала
- Надежда Бутырцева — устроительница бала
- Игорь Циферов — любопытный мальчик
- Борис Репетур — постоялец отеля
- Вячеслав Гришечкин — посетитель бара отеля
- Вячеслав Войнаровский — менеджер
- Боб Цымба — официант
- Леонид Тимцуник — лифтёр отеля
- Алевтина Добрынина — служащая отеля

## Съёмочная группа
- Автор сценария: Эфраим Севела
- Режиссёр: Эфраим Севела
- Оператор: Тимур Зельма
- Художник: Игорь Шихарёв
- Продюсер: Надежда Мелкова